# Episodi di Reacher (seconda stagione)
La seconda stagione della serie televisiva Reacher, ispirata dall'undicesimo romanzo intitolato Vendetta a freddo, è composta da 8 episodi, ed è stata pubblicata da Prime Video nei Paesi in cui il servizio è disponibile dal 15 dicembre 2023 al 19 gennaio 2024.
| nº | Titolo originale              | Titolo italiano                      | Pubblicazione    |
| -- | ----------------------------- | ------------------------------------ | ---------------- |
| 1  | ATM                           | Sportello automatico                 | 15 dicembre 2023 |
| 2  | What Happens in Atlantic City | Quello che succede ad Atlantic City  | 15 dicembre 2023 |
| 3  | Picture Says a Thousand Words | Un'immagine dice più di mille parole | 15 dicembre 2023 |
| 4  | A Night at the Symphony       | Una serata alla Symphony Hall        | 22 dicembre 2023 |
| 5  | Burial                        | Sepoltura                            | 29 dicembre 2023 |
| 6  | New York's Finest             | Le forze dell'ordine di New York     | 5 gennaio 2024   |
| 7  | The Man Goes Through          | L'uomo che entra                     | 12 gennaio 2024  |
| 8  | Fly Boy                       | Soldatino                            | 19 gennaio 2024  |

## Sportello automatico
- Titolo originale: ATM
- Regista: Sam Hill
- Sceneggiatore: Nick Santora

### Trama
A Mount Catskill, un uomo cade da un elicottero e muore. Il giorno dopo, Jack Reacher preleva da un ATM in Arkansas dopo aver fermato un ladro d'auto armato: nota che la ricevuta del bancomat ha un codice di assistenza di emergenza militare incorporato. Reacher contatta la sua ex compagna di squadra, Frances Neagley, che conferma di averlo piazzato lì per attirare la sua attenzione. L'uomo lanciato dall'elicottero era Calvin Franz, un altro ex membro dell'Unità Investigativa Speciale, selezionato personalmente da Reacher durante il suo periodo nell'esercito.
A New York, i due iniziano a indagare sull'omicidio con l'aiuto di un terzo membro, David O'Donnell. Reacher si impossessa di un'unità dati nascosta da Franz, che contiene una lista di numeri e di nomi che iniziano con le iniziali A.M., sospettati di essere degli alias. Il trio giura di vendicare Franz trovando e punendo personalmente i suoi assassini. Cercano di localizzare un altro membro dell'unità, Tony Swan, a casa sua: nessuno risponde alla porta, per cui irrompono e trovano la casa vuota e il cane di Swan morto per disidratazione. Reacher, notando lo schema con Franz assassinato e ora Swan presunto morto, deduce che qualcuno stia prendendo di mira ogni membro ancora in vita della sua unità.

## Quello che succede ad Atlantic City
- Titolo originale: What Happens in Atlantic City
- Regista: Sam Hill
- Sceneggiatore: Scott Sullivan

### Trama
Reacher aggredisce uno sconosciuto che lo segue: scopre che è il detective Gaetano "Guy" Russo della polizia di New York. Reacher, Neagley e O'Donnell visitano Atlantic City, dove due compagni di squadra (Sanchez e Orozco) lavoravano come guardie di sicurezza per il Casinò Neptune. Lungo la strada, incontrano Karla Dixon, un altro membro della squadra e potenziale interesse amoroso per Reacher. Trovano un utile alleato in David Wright, il capo della sicurezza del casinò. Wright offre alla squadra una suite in cui alloggiare e li aiuta a cercare Sanchez e Orozco. Sfortunatamente, i suoi contatti con la polizia confermano che entrambi gli uomini sono stati rapiti, assassinati e abbandonati nella stessa zona montuosa di Franz. Conferma che a nessuno dei casinò mancano soldi, quindi i numeri sulla lista devono significare qualcos'altro. Un successivo tentativo di assassinio li riporta a New York e a una società di appalti per la difesa chiamata New Age Technologies.

## Un'immagine dice più di mille parole
- Titolo originale: Picture Says a Thousand Words
- Regista: Omar Madha
- Sceneggiatore: Penny Cox

### Trama
In un flashback si vede il capo della sicurezza della New Age, Shane Langston, che tortura Franz per ottenere informazioni. Prima di essere scaraventato fuori dall'elicottero, Franz avverte Langston che il "quello grosso" prima o poi verrà a prenderlo.
Nel presente Reacher si procura delle armi per la squadra prima che Russo arresti lui e O'Donnell. Russo rivela che con le sue indagini ha identificato un sospettato per gli omicidi: Azari Mahmoud, il proprietario degli alias "A.M.", un mediatore terrorista ricercato dal Dipartimento della Sicurezza Interna. Nel frattempo, Neagley e Dixon visitano gli uffici della New Age Technologies, dove il Direttore delle Operazioni Marlo Burns identifica l'uomo mandato a ucciderli come Trevor Saropian e fornisce loro il suo indirizzo.
Mentre è a Denver, A.M. si rende conto che i suoi alias sono stati scoperti e dice a Langston che il suo arrivo previsto a New York sarà posticipato; nel frattempo, Dixon deduce che la serie di cifre scoperte sulla chiavetta USB di Franz rappresenta giorni e mesi.
Reacher, Neagley, Dixon e O'Donnell vanno a casa di Saropian, prevedendo correttamente un'imboscata e uccidendo numerosi mercenari che lavorano per la New Age. Con il coinvolgimento della New Age ormai confermato, i membri della squadra fanno irruzione nel quartier generale dell'azienda, trovando prove che Swan vi era stato impiegato.

## Una serata alla Symphony Hall
- Titolo originale: A Night at the Symphony
- Regista: Omar Madha
- Sceneggiatore: Cait Duffy

### Trama
Mentre i membri della squadra ricostruiscono quanto scoperto sulla New Age, non sono concordi sul ruolo di Swan  che lavora nel dipartimento di sicurezza dell'azienda. I membri della squadra scoprono che la New Age ha un contratto di difesa governativo chiamato Little Wing, grazie agli appunti di un senatore di nome Malcolm Lavoy. Nel frattempo, a Denver, A.M. uccide un chirurgo plastico nel tentativo di rubargli l'identità prima di volare a New York. I membri del team seguono l'assistente legislativo del senatore a Boston, dove Dixon aiuta il vecchio alleato di Reacher, Oscar Finlay, ad arrestare l'assistente per estorcergli informazioni. L'assistente rivela a Reacher e O'Donnell che Little Wing è un programma missilistico terra-aria condotto nelle strutture della New Age a Denver e New York per creare missili che colpiscano sempre i loro obiettivi. Reacher capisce che alcuni membri della New Age stanno progettando di vendere 650 missili ad A.M. per consentire attacchi terroristici. Più tardi quella notte, una banda di motociclisti tende loro un'imboscata, ma la squadra ha la meglio, uccidendoli. Reacher telefona quindi a Langston: questi cerca di corromperlo per convincerlo ad andarsene, ma Reacher rifiuta e dichiara di voler buttare Langston da un elicottero.

## Sepoltura
- Titolo originale: Burial
- Regia: Carol Banker
- Sceneggiatura: Scott Sullivan

### Trama
Neagley e Dixon visitano la struttura della New Age a Denver, sperando di vedere i missili, ma scoprono che sono stati portati via da un camion. Uno degli scagnozzi di A.M., Oleg, inscena il guasto di un altro camion sulla stessa strada del primo e uccide l'autista. Apre il rimorchio del camion, rivelando altri tre scagnozzi e i missili. Neagley e Dixon, che stavano inseguendo il primo camion, giungono sulla scena subito dopo che gli scagnozzi hanno scambiato i rimorchi. Oleg si allontana con i missili prima che Neagley e Dixon uccidano gli altri tre scagnozzi. Dai documenti che i due hanno ricevuto dal direttore della struttura della New Age a Denver, apprendono che Swan aveva permesso ai missili di lasciare la New Age. Nel frattempo, Reacher e O'Donnell visitano Washington D.C. e si recano al Dipartimento della Sicurezza Interna per ottenere informazioni su A.M. Il senatore Lavoy raggiunge Reacher e gli offre il suo aiuto per fermare un possibile attacco terroristico. I membri della squadra tornano quindi a New York per il funerale di Franz, dove Reacher incontra e affronta Russo, il quale rivela che Langston è un ex detective del NYPD e che tutto il dipartimento di sicurezza della New Age, tranne Swan, è composto anch'esso da ex poliziotti dello stesso distretto che si sono ritirati anticipatamente dopo essere stati indagati per corruzione. Durante il funerale, due sicari cercano di uccidere i membri della squadra. Neagley uccide uno dei cecchini; Reacher e Russo inseguono e catturano l'altro. Neagley rivela che Swan lo ha pagato per uccidere i membri della squadra; quando si reca in un edificio abbandonato per riscuotere il pagamento, l'edificio esplode.

## Le forze dell'ordine di New York
- Titolo originale: New York's Finest
- Regia: Carol Banker
- Sceneggiatura: Catt Duffy e Michael J. Gutierrez

### Trama
Dopo l'esplosione dell'edificio, Russo fornisce alla squadra una pista sulla posizione di Marlo Burns. Dopo che la squadra l'ha rintracciata, lei conferma che Swan ha cercato di fermare l'operazione terroristica della New Age. Rivela anche di essere in fuga grazie a Langston, che l'aveva avvertita che avrebbe ucciso lei e sua figlia se si fosse alleata con Swan. Russo scopre che la New Age ha contattato il suo capo, che è  quindi coinvolto nei loro piani; Langston lo ha corrotto per rivelare informazioni sulla squadra di Reacher e aggiornamenti sulle indagini di Russo. Quando Jane, la figlia di Russo e Marlo, tenta di nascondersi, i sicari della New Age li seguono e cercano di ucciderli in un inseguimento ad alta velocità per la città, costringendo Russo a chiamare i rinforzi. La squadra usa Marlo come esca per attirare Langston e altri membri della New Age in una trappola, che si conclude con Reacher che li uccide tutti tranne Langston, che fugge in elicottero. Successivamente, Neagley, Dixon e O'Donnell arrivano per aiutare Russo. Salvano Jane, ma Russo si è sacrificato per permettere alla ragazzina di sfuggire ai sicari.

## L'uomo che entra
- Titolo originale: The Man Goes Through
- Regista: Julian Holmes

Sceneggiatura: Penny Cox e Lillian Wang

### Trama
Dixon e O'Donnell mandano Marlo e Jane in un posto sicuro dove Dixon alloggiava a Buffalo. Reacher e Neagley affrontano il tenente Drew Marsh a casa sua; Reacher uccide Marsh dopo che questi rivela che Grant, un sicario assoldato da Langston per eliminare Russo, è vivo in ospedale. Reacher e Neagley estorcono informazioni sull'acquisto da Grant dopo che Reacher minaccia di far scoppiare il palloncino nella vescica di Grant riempiendolo d'aria. Tuttavia, prima di andarsene, Reacher fa sì che Grant muoia per embolia come vendetta per l'omicidio di Russo. Trovano un sicario travestito da medico inviato per uccidere Grant, e il sicario muore accidentalmente nello scontro che segue. Langston rivela a Reacher in una telefonata di aver catturato Dixon e O'Donnell. Reacher mente a Langston dicendo che Neagley è stata uccisa nello scontro con il sicario; nello stesso momento, gli uomini di Langston torturano Dixon e O'Donnell. Reacher richiede la squadra di sicurezza privata di Lavoy per la sua missione. Lasciando Neagley fuori con un piano, Reacher entra da solo nella struttura della New Age e si arrende mentre affronta Langston.

## Soldatino
- Titolo originale: Fly Boy
- Regista: Julian Holmes
- Sceneggiatura: Scott Sullivan

### Trama
Mentre è tenuto prigioniero, Reacher scopre che Swan non si è mai unito a Langston e si è rifiutato di far parte della cospirazione. Come risultato della sua ribellione, Langston ha ucciso Swan e ha usato la sua iride e le sue impronte digitali prelevate dal cadavere per firmare documenti che lo incastravano come capro espiatorio designato. La squadra di sicurezza di Neagley e Lavoy riesce a far evadere Reacher dalla struttura della New Age, permettendogli di salire sull'elicottero di Langston. Reacher uccide la guardia del corpo rimasta e, come promesso, getta Langston fuori dall'elicottero, uccidendolo, liberando O'Donnell e Dixon. La squadra si dirige quindi a casa dell'ingegnere della New Age per tendere un'imboscata e uccidere A.M.
Anticipando che la squadra di sicurezza di Lavoy li avrebbe assassinati come ultimi testimoni, Reacher ha avvisato la Sicurezza Nazionale prima della sua missione di salvataggio, consentendo loro di arrestare Lavoy e la sua squadra. Gli investigatori uccidono i due dipendenti della New Age rimasti per il loro ruolo nella cospirazione usando un missile Little Wing sull'elicottero di Langston: l'incidente è insabbiato dalla Sicurezza Nazionale.
La squadra si divide i 65 milioni di dollari tra loro e i familiari sopravvissuti dei loro compagni caduti, poi prendono strade separate; Reacher per sè non tiene nulla.